# كرايغ بينغهام (لاعب كرة قدم أمريكية)
كرايغ بينغهام (بالإنجليزية: Craig Bingham)‏ هو لاعب كرة قدم أمريكية أمريكي، ولد في 26 سبتمبر 1959.

## وصلات خارجية
- كرايغ بينغهام على موقع مرجع كرة القدم المحترفة.كوم (الإنجليزية)
- كرايغ بينغهام على موقع كلية كرة القدم في سبورتس رفرنس.كوم (الإنجليزية)